# Jama (sjö)
Jama är en sjö i Antarktis. Den ligger i Östantarktis. Australien gör anspråk på området. Jama ligger 972 meter över havet.